# Euborellia ambigua
Euborellia ambigua är en tvestjärtart som först beskrevs av Borelli 1905.  Euborellia ambigua ingår i släktet Euborellia och familjen Carcinophoridae. Inga underarter finns listade i Catalogue of Life.